# V.A.C.A.T.I.O.N.
「V・A・C・A・T・I・O・N」（ヴイ・エー・シー・エー・ティー・アイ・オー・エヌ）は、吉村由美のシングル。1997年7月9日発売。

## 解説
- PUFFYの吉村由美のソロデビューシングル。
- 強気なふたりは『はれときどきぶた』のオープニングである。

## 収録曲
1. V・A・C・A・T・I・O・N（作詞・作曲：小西康陽）
2. 強気なふたり（作詞：サエキけんぞう、作曲：桜井鉄太郎）
TX系テレビアニメ『はれときどきぶた』オープニング・テーマ。
3. V・A・C・A・T・I・O・N(オリジナル・カラオケ)（作曲：小西康陽）
4. 強気なふたり(オリジナル・カラオケ)（作曲：桜井鉄太郎）

## 演奏
- 吉村由美：ボーカル
- 阿部耕作 (THE COLLECTORS)：ドラムス
- キタダマキ：ベース
- 窪田晴男：ギター
- 久米大作、小西康陽：キーボード
- 桜井鉄太郎：バッキングボーカル

## 収録アルバム
- The Very Best of Puffy / amiyumi jet fever (#1)